# Општина Бордушани (Јаломица)
Бордушани (рум. Borduşani) општина је у Румунији у округу Јаломица.
Oпштина се налази на надморској висини од 18 m.